# Flower Demo
Flower Demo là một phong trào xã hội của Nhật Bản nhằm phản đối tội phạm tình dục và bạo lực tình dục.

## Lịch sử
Vào tháng 3 năm 2019, những lời chỉ trích chống lại một số phán quyết của tòa án ở Nhật Bản đã xuất hiện sau khi các bị cáo về tội hiếp dâm và bán dâm được tuyên trắng án. Trên mạng xã hội, một nhà hoạt động nữ quyền và tác giả Minori Kitahara đã kêu gọi hành động. Các sự kiện đầu tiên của Flower Demo được tổ chức tại Tokyo và Osaka Prefecture vào ngày 11 tháng 4 năm 2019. Kitahara không có kế hoạch tạo ra một phong trào vào thời điểm đó, nhưng hàng trăm người đã tham dự các sự kiện này và yêu cầu kể câu chuyện của họ, điều này đã thúc đẩy cô ấy để gọi cho một sự kiện khác. Kể từ đó, các sự kiện Flower Demo được tổ chức hàng tháng, chủ yếu vào ngày 11. Trong khoảng một năm, phong trào đã lan rộng khắp cả nước.
Tại sự kiện Flower Demo, các nhóm nạn nhân bạo lực tình dục và những người ủng hộ họ tập trung tại các không gian công cộng để "phản đối việc tha bổng bất công cho tội phạm tình dục và tìm kiếm những thay đổi đối với luật pháp." Cầm hoa như một biểu tượng của sự đoàn kết dành cho các nạn nhân, những người tham gia lắng nghe các nạn nhân nói về trải nghiệm của họ.
Vào ngày 11 tháng 9 năm 2019, nhà báo Shiori Itō đã tham dự một trong những sự kiện Flower Demo trước ga Tokyo và có bài phát biểu. Ở đó, cô ấy mặc lại bộ quần áo mà cô ấy đã mặc lúc bị cưỡng hiếp, nói rằng, "Tôi muốn nâng cao nhận thức rằng bất kể một người mặc quần áo gì, điều đó không có nghĩa là họ đã đồng ý tình dục.. " 
Vào ngày Quốc tế Phụ nữ 8 tháng 3 năm 2020, các sự kiện Demo hoa đã được tổ chức tại 47 thành phố của 38 tỉnh thành.